# Zapornia
Zapornia — рід журавлеподібних птахів родини пастушкових (Rallidae). Представники цього роду мешкають в Євразії, Африці, Австралазія і на островах Тихого океану.  В Україні зустрічаються два види — погонич-крихітка (Zapornia pusilla) і погонич малий (Zapornia parva).

## Таксономія
Раніше представників роду Zapornia відносили до родів Погонич (Porzana) і Багновик (Amaurornis), однак за результатами молекулярно-філогенетичного дослідження 2014 року, яке показало, що вони є близькоспорідненими з родом Азійський погонич (Rallina), вони були переведені до відновленого роду Zapornia

## Види
Виділяють 15 видів, включно з 5 вимерлими: 
- Багновик африканський (Zapornia flavirostra)
- Багновик мадагаскарський (Zapornia olivieri)
- Погонич індійський (Zapornia fusca)
- Погонич далекосхідний (Zapornia paykullii)
- Багновик чорнохвостий (Zapornia bicolor)
- Багновик бурий (Zapornia akool)
- Погонич-крихітка (Zapornia pusilla)
- †Погонич санта-геленський (Zapornia astrictocarpus)[17]
- Погонич малий (Zapornia parva)
- Погонич австралійський (Zapornia tabuensis)
- †Погонич кусайський (Zapornia monasa)
- †Погонич таїтійський (Zapornia nigra)
- Погонич чорний (Zapornia atra)[18]
- †Погонич гавайський (Zapornia sandwichensis)
- †Погонич лайсанський (Zapornia palmeri)

Відомі також два викопних види: Zapornia kretzoii і Zapornia veterior.

## Етимологія
Наукова назва роду Zapornia являє собою анаграму наукової назви роду Погонич (Porzana, Vieillot, 1816).